# Šinel'
Šinel' (Шинель) è un film del 1959 diretto da Aleksej Vladimirovič Batalov.